# بخش وارویک (شهرستان توسکاراواس، اوهایو)
بخش وارویک (به انگلیسی: Warwick Township) یک منطقهٔ مسکونی در ایالات متحده آمریکا است که در شهرستان توسکاراوس، اوهایو واقع شده‌است.
 بخش وارویک ۵۶٫۶ کیلومتر مربع مساحت و ۲٬۷۴۶ نفر جمعیت دارد و ۳۱۰ متر بالاتر از سطح دریا واقع شده‌است.